# Stéfanos Vassiliadis
Stéfanos Vassiliadis   (Drama, 1933 - 23 de maig de 2004) va ser un compositor, musicòleg, director de cor i pedagog musical contemporani distingit.
Es compta entre els músics que van donar servei a una àmplia gamma d'àmbits: educació musical (no només per la docència sinó també amb l'escriptura de llibres de música que van culminar amb la seva introducció i l'establiment de la primera Escola Superior de Música de Grècia a Pallini Àtica), musicologia (amb el seu llibre "Per la música" i amb articles i entrades a revistes i enciclopèdies i la supervisió de la redacció dels llibres de text de batxillerat i batxillerat durant els anys 80), direcció de cors i orquestres infantils-juvenils, el teatre, l'estat-de- tècniques de composició de l'art, etc. Va ser membre de la Junta Directiva d'ESSYM, del "Circle de Música Hel·lènica" (EMK) i de la "Skalkota Friends Society", va ser cofundador, juntament amb Ianis Xenakis, del "Center for Contemporary Music Research" (K.SY.M.E.) del qual va ser director fins a la seva mort, professor adjunt a les Universitats d'Atenes i Patras, president de la Fundació "Chormouzios-Papaioannou" i primer president de la "Fundació Hellenic Choirs".

## Biografia
Stéfanos Vassiliadis inicialment va estudiar música amb Giannis Nalpantidis i música romana d'Orient amb Athanasios Konstantinidis. Més tard, va continuar els seus estudis teòrics avançats al Conservatori Hel·lènic (amb Ourania Artemi-Ioannidou i G.A. Papaioannou), graduant-se amb honors.
Va participar en l'estudi i la difusió de la música tradicional grega, amb la recerca musicològica del folklore i els elements acústics (va crear un arxiu de sons naturals i artificials per regió) i amb l'estudi i l'arxiu del grec modern. Un dels pioners de la música electrònica a Grècia, també va ser secretari general i director del "Center for Contemporary Music Research" (KSYME).
A partir de 1953, professor d'Odics en escoles públiques i privades (a partir de 1968, al Col·legi d'Atenes). President de la comissió de redacció de llibres de text de música i protagonista de l'Educació Musical de l'Escola Pública (és el responsable de la proposta i creació de l'Institut de Música Pallini). Director artístic del Conservatori "Eumousia". Va ser director del Cor de la Capella del Palau, soci durant tres anys de l'EIR per a programes de música clàssica i fundador i director de la "Blokfloten Youth Orchestra".
Va ser el director artístic de l'Orquestra Simfònica del Municipi d'Atenes (Orquestra Experimental) i professor del Departament d'Estudis Musicals de la Universitat d'Atenes (1991-94). També va ser col·laborador musical de KTHBE com a director de compositor i professor de música de la dansa del drama antic, de la qual va ser el responsable organitzatiu (1961-1968). Aleshores va ser el director musical del Teatre Nacional (1968-1978).
Va ensenyar la música en uns 80 drames antics i obres de teatre de la dramatúrgia grega i estrangera. Com a compositor ha treballat per ampliar les possibilitats dels modismes moderns i per connectar-los amb la tradició musical grega. Va ser un dels col·laboradors més propers de G. durant l'últim any de la seva vida.
Ha estat guardonat amb la Creu Fènix de Plata i Or. Entre els seus alumnes de tant en tant (per ordre alfabètic): Sotiria (Titi) Adam, Leonardos Valenstein, Michalis Gargalionis, Dimitris Karageorgos, Dimitris Lionis, Konstantinos Lygnos, Costas Mantzoros, Kostas Moschos, Michalis Messinis, Evdoxia Balani, Panagiot Stamopoulos, Katerina Jedaki i altres.
Va morir a Atenes el 23 de maig de 2004.

## Treball
El seu treball creatiu s'estén principalment en 3 àmbits: el cant infantil, la música de teatre i la composició electroacústica. Sobretot en la cançó infantil, es va preocupar de remarcar els elements modals i els ritmes grecs, de manera que juntament amb les transformacions imprevisibles, els desenvolupaments melòdics, els jocs rítmics i les diverses caigudes, despertarien l'interès dels nens i els impulsessin cap a la Música.
Va escriure unes 100 cançons, moltes de les quals tenen un èxit especial, i la cançó "Το γλυκό τσαμπί" (amb lletra de M. Goumenopoulou) va guanyar el primer premi al concurs internacional "Unicef 1979" (entre 300 cançons de 150 països) .
La seva producció "teatral" inclou la composició de música per a 15 tragèdies antigues i 30 obres de teatre, com ara: "Ifigenia a Àulida" (1963), "Hippolytus" (1964), "Παιχνίδι της Τρέλλας και Φρονιμάδας" (G. Theotokas). , 1965), "Η Λύρα του Γέρο Νικόλα" (1965), "Don Juan" (de Moliere, 1966), "Πέφτει το βράδυ" (de G. Theotokas, 1967), "Ψυχοσάββατον και Θείος Όνειρος" (1968), "Τρωάδες" (1966), "Βάκχες" (1969), "Τραχίνιες" (1970), "Πέρσες" (1971), "Ορέστεια" (1972-73), "Οιδίπους τύραννος" (1973), Ifigenia a Àulida i Βάκχες per al Teatre Kaisariani, etc. Els seus treballs electrònics inclouen "Τα μυστικά τραγούδια της σιωπής" (1970), "Θρήνοι" (1972), "Κουκλόκοσμος" (1973), "Εν Πυρί" (1973), "Αίμα" (1975), "Τα μυστικά τραγούδια της μηχανής", que es van presentar en molts esdeveniments de música grega i estrangera (1980), "Τα μυστικά τραγούδια της λέξης" (1983), "Τρωάδες" (1998), "Προς το Φως ή Τα μυστικά τραγούδια της Νύχτας" (2000), etc.

## Discografia
Les seves obres es poden trobar als discos: "Mimika's Day" (Odeon OMCG52, 1967), "4th Greek Week of Contemporary Music" (Columbia 70199, 1973), "Greek Electronic Music 1" (Columbia CSDG67, 1974). Després de la seva mort, HOLOTYPE EDITIONS va publicar el 2017 el disc de vinil amb les seves obres En Pyri (1973) i Bacchus (1974)